# Dungeon Siege: Legends of Aranna
Dungeon Siege: Legends of Aranna és l'expansió independent del videojoc de rol Dungeon Siege, de Gas Powered Games i Mad Doc Software distribuïda per Microsoft Game Studios. El joc va ser llançat als Estats Units el 12 de novembre de 2003. Aquesta expansió inclou tot el contingut del joc original, per tant no és necessari tenir prèviament instal·lat el joc de Dungeon Siege.
En aquesta expansió l'aventura comença de forma semblant al joc original, el protagonista de la història és cridat perquè derroti uns monstres, i a partir d'aleshores comença un recorregut per tot el regne d'Aranna (nou territori inclòs en l'expansió) per derrotar el mal que està devastant la regió, en la qual el protagonista aprendrà dels seus avantpassats. La jugabilitat es manté gairebé intacta, tot i que s'hi afegeixen nous encanteris i habilitats.